# Muzeum Lenina w Tampere

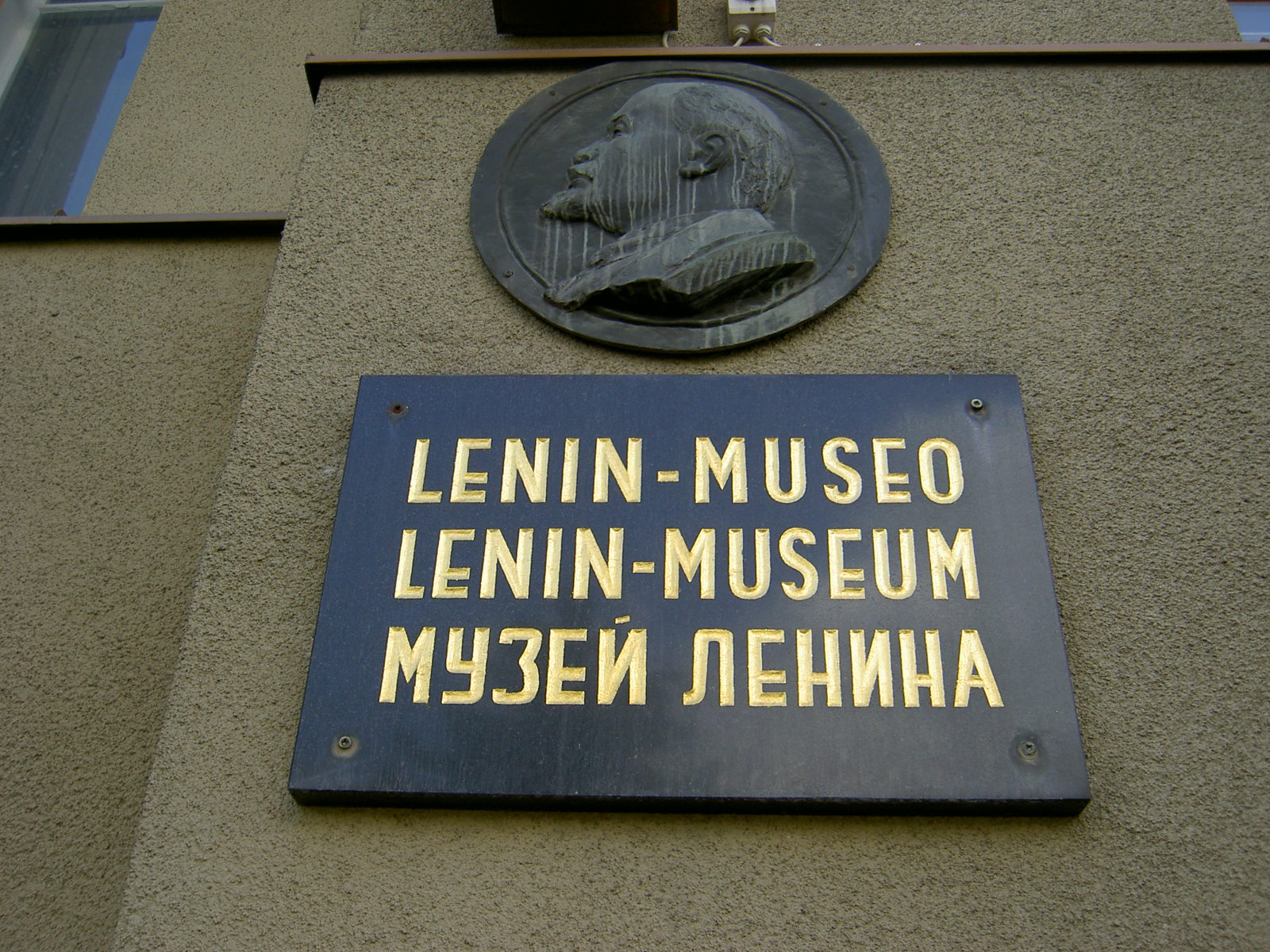
Tablica informacyjna na siedzibie muzeum

Muzeum Lenina w Tampere (fiń. Lenin-museo, szw. Leninmuseet) – muzeum historyczne w Tampere poświęcone Włodzimierzowi Leninowi i stosunkom fińsko-sowieckim.
Muzeum mieści się w gmachu Domu Robotniczego (fiń. Tampereen työväentalo), gdzie w 1905 roku doszło do pierwszego w historii spotkania Włodzimierza Lenina z Józefem Stalinem podczas konferencji Socjaldemokratycznej Partii Robotniczej Rosji.
Utworzone w 1946 roku muzeum było pierwszą tego typu placówką otwartą poza granicami ZSRR

## Historia
Po zakończeniu wojny kontynuacyjnej w 1944 roku doszło do zmiany podejścia politycznego wobec zwolenników przyjaznych stosunków fińsko-sowieckich. Powstało Towarzystwo Przyjaźni Fińsko–Radzieckiej, a jego oddział w Tampere wyszedł z propozycją założenia muzeum poświęconego Włodzimierzowi Leninowi w miejscu, gdzie w 1905 roku doszło do pierwszego w historii spotkania Włodzimierza Lenina z Józefem Stalinem podczas konferencji Socjaldemokratycznej Partii Robotniczej Rosji.
Pomysł zyskał wsparcie Alianckiej Komisji Kontroli, poparło go również wielu fińskich polityków, m.in. ówczesny premier Juho Paasikivi, widząc w nim szanse na polepszenie powojennych stosunków z ZSRR. Jesienią 1945 roku przewodniczący Towarzystwa Przyjaźni Fińsko–Radzieckiej Johan Helo udał się do Moskwy, gdzie przedstawił projekt utworzenia muzeum Stalinowi, zyskując jego poparcie.
Muzeum zostało otwarte 20 stycznia 1946 roku, dzień przed rocznicą śmierci Lenina. Było pierwszym muzeum Lenina otwartym poza granicami ZSRR i w przeciwieństwie do innych placówek tego typu nie było prowadzone przez partię komunistyczną.
Pierwsze lata działalności muzeum prowadzonego przez ochotników naznaczone były trudnościami finansowymi. ZSRR podarował placówce wiele materiałów, jednak pomoc finansowa była nieznaczna.
Przez cały okres zimnej wojny działalność muzeum miała duże znaczenie polityczne. Odwiedzali je wysocy rangą członkowie Komunistycznej Partii Związku Radzieckiego i władz ZSRR, m.in. Nikołaj Bułganin, Andriej Gromyko, Nikita Chruszczow i Leonid Breżniew. Muzeum odwiedził również Jurij Gagarin.
W latach 70. XX w. muzeum odnotowywało ok. 20 tys. zwiedzających rocznie, przy czym w 1975 roku więcej było wśród nich gości z ZSRR niż z Finlandii. W latach 80. placówka prosperowała bardzo dobrze – przeprowadzono wówczas jej remont i otwarto nową wystawę. Zwiedzanie muzeum było wówczas stałym punktem programu wycieczek z ZSRR.
Po upadku ZSRR w 1991 roku muzea Lenina były zamykane. Po zamknięciu w 1993 roku moskiewskiego Muzeum Lenina placówka w Tampere została jedyną tego typu na świecie, koncentrując się na badaniu historii ery sowieckiej.
W 2014 roku muzeum zostało wcielone do miejscowego Fińskiego Muzeum Pracy „Werstas”. W latach 2015–2016 przeszło gruntowną renowację, a ekspozycja została kompletnie zmieniona. Nowa wystawa stała została otwarta 17 czerwca 2016 roku.

## Wystawa stała
Podczas gdy wcześniejsza ekspozycja z 1982 roku ukazywała Lenina i ZSRR w pozytywnym świetle – według breżniewowskiej interpretacji historiograficznej, współczesna wystawa koncentruje się na wspólnej historii Finlandii i ZSRR, prezentując stosunki pomiędzy dwoma krajami w sposób krytyczny, bazując na najnowszych wynikach badań historycznych. Wystawa wykorzystuje multimedia i techniki interaktywne.
W muzeum obok wielu historycznych przedmiotów codziennego użytku ery sowieckiej znajduje się m.in. biurko Lenina oraz woskowe figury Lenina i Stalina. Główną atrakcją jest sala, gdzie doszło do pierwszego w historii spotkania Włodzimierza Lenina z Józefem Stalinem, przez co muzeum reklamuje się jako „miejsce narodzin ZSRR”.